# 1529 w literaturze
Wydarzenia literackie w 1529 roku.

## Nowe książki
- polskie
  - Żywot błogosławienego Aleksego spowiednika
  - Żywot Eustachego męczennika

## Urodzili się
- Raphael Holinshed, angielski kronikarz (zm. 1580)

## Zmarli
- Baldassare Castiglione, włoski pisarz
- John Skelton, angielski poeta